# Literarni impresionizem
Literarni impresionizem je umetniška smer, ki se je pojavila v evropski literaturi v drugi polovici 19. stoletja. Impresionizem je v osnovi slikarsko gibanje, ki se je razširilo na poezijo. Razvilo se je v Parizu, poimenovano je bilo po sliki Clauda Moneta Impression, soleil levant ('Impresija, vzhajajoče sonce'), ki je nastala v letih 1872-1873. Nekateri predstavniki impresionizma v pesništvu so Paul Verlaine, Arthur Rimbaud, Stéphane Mallarmé in Maurice Maeterlinck (dramatika), na Slovenskem pa Josip Murn - Aleksandrov, Dragotin Kette, Oton Župančič in Srečko Kosovel.
Impresionizem izraža negativno reakcijo na obdobje realizma in naturalizma (literarni obdobji, ki prikazujeta realnost takšno, kot v resnici je), ter se usmerja k čustvom, čutom ter intuiciji – gre torej za upodabljanje trenutnih vtisov posameznika, ne da bi zraven dodajali karkoli drugega, poudarek je na trenutnosti. Zvrst, ki v literarnem impresionizmu izstopa je pesništvo, saj so impresionisti želeli poudariti enkratne prizore iz življenja in njihove trenutne vtise, zanimanje je bilo usmerjeno v posameznika, kar on čuti in misli, to pa jim je najbolj uspelo z liriko. Pesnike je zanimalo neraziskano duševno področje posameznika. Osrednji pojem postane razpoloženje, pojavijo pa se tudi občutki odtujenosti, osamljenosti, melanholije (značilni so predvsem za Murna). Pokrajina postane osrednji motiv tako v literaturi, kot v slikarstvu (npr. Murn – Pesem o ajdi). Avtorji so se izražali z nenavadnim besednjakom in ustvarjali nove, pogosto simbolične zveze med besedami in dogodki. 

## Slovenski impresionizem
Slovenski impresionizem se je, tako kot tudi drugi evropski impresionizmi, ki so posnemali francoskega, uveljavil z zamikom. Najprej se je pojavil na prvi slikarski razstavi Slovenskega umetniškega društva, ki se je odvijala leta 1900 v Ljubljani, dve leti pozneje je sledila druga razstava, ki sicer ni bila uspešna, a od takrat lahko govorimo o slovenski impresionistični šoli v slikarstvu, ki se prenese na literaturo. 
V obdobju moderne (od 1899–1918) so se poleg realizma, naturalizma razvile tudi smeri, kot so nova romantika, dekadenca in simbolizem. Te smeri trajajo po koncu slovenske moderne še naprej. V prvem desetletju 20. stoletja najdemo impresionizem v okviru moderne tudi ponekod v slovenski glasbi, kaže se v povečani barvitosti in čutnosti skladb.

## Lirika

### Josip Murn - Aleksandrov
Murn velja za enega najčistejših slovenskih lirikov. Pesmi z ljubezensko tematiko je malo, težišče Murnovega ustvarjanja je podajanje trenutnega razpoloženja (npr. pesem Nebo, nebo ali Sneg). Občutje življenja je pri Murnu izrazito impresionistično (zajame trenuten vtis) v pravem pomenu besede, saj je upesnjeval odtujenost, osamljenost in melanholijo. Motivno je njegova poezija naslonjena predvsem na naravo. V zadnjem obdobju tudi na simboliko kmečkega življenja. Njegov pesniški izraz je impresionističen kadar gre za podajanje vtisov iz narave.
Sneg
Brez konca padaš, drobni sneg,

na tihi gozd in na poljano,

nekje kraguljčki, hitri beg,

spet molk za mano in pred mano.

Kaj moč mi, čas, kaj si mi dan?

Kar bilo – kot v sneg zakopano!

Kar bode – kot ta tiha plan

brez konca širi se pred mano.
Sneg je verjetno nastal leta 1900. Gre za kratko, zgoščeno pesem in je ena najglobljih Murnovih izpovedi. Prva kitica podaja impresijo zimske pokrajine, ki jo zasipava sneg, druga kitica pa je refleksija, v kateri se pesnik sprašuje o smislu življenja in sveta.
Pesem o ajdi
Kakor bela grud

gorka od krvi

mlade radosti

v cvetju ajda diši.

Že vsa polna medu

zacvetela je,

pala k nogam ko v snu

ji čebela je!

Grut prostrana jo

napojila je.

z božjo pomočjo

vase skrila je.

Zdaj stoji, diši,

na daljave blešči,

ko golob mi upira

v svet rdeče oči.

Kadar klas šumi,

kmet počije se,

kadar ajda diši,

ji odkrije se!

Plača se ves trud

z medom kdo, s krvjo?

Ktera druga grut

nežna je tako?

Ah, že skoro bo prišla

mrzla in hladna – 

na ves svet

legla je čarovnica.
Pesem je verjetno nastala pred letom 1900 in sodi med tako imenovane »kmečke pesmi«. Slednje je Murn napisal ob stiku s kmečkim življenjem, kakršno je doživel dvakrat zapored na počitnicah. Pesem podaja impresijo ajdovega polja, mešajo se polja, mešajo se vonji, barve in gibanje, na koncu pa se impresija izteče v simboliko smrti (zima).

### Dragotin Kette
Kljub kratkemu življenju je Kette zapustil precej literarnih besedil – največji del je  bil posvečen poeziji, kjer prevladuje ljubezenska tematika. Kette je avtor sedmih sonetnih ciklov in velja po Prešernu za najpomembnejšega sonetista. Za Kettejevo pesništvo je značilen tudi lahkoten humor, s katerim je obarval številne, zlasti ljubezenske motive. 
Na trgu
noč trudna

molči,

nezamudna

beži

čez mestni trg lina sanjava.

Vse v mraku

mirno,

na vodnjaku

samo

tih vetrc z vodo poigrava.

Vodice

šume

in rosice

prše

brez konca v broneno kotanjo

brezdanj je

ta vir,

šepetanje,

nemir

brezkončna, kot misli so nanjo.

Pa blizi

ni cest

ah, v Eliziji

do zvezd

ne morete kaplje šumeče.

in smele

želje

do Angele

moje

hitite zaman hrepeneče …

Noč trudna

molči,

nezamudna

beži

čez mestni trg luna sanjava,

ki ruši

pokoj

moji duši

nocoj,

brezskrbno pa deklica spava.
Pesem Na trgu je nastala poleti 1897. V različici, ki jo je pesnik poslal Murnu, ima naslov Na novomeškem trgu. Snovno je v celoti vezana na novomeško okolje, na tamkajšnji trg z vodnjakom in  na nesrečno ljubezensko razmerje do hčere tamkajšnjega sodnega svetnika Angele Smoletove. Pesem je tipična podoknica (serenada), tako po motivu nočne ljubezenske tožbe pod dekletovim oknom kot zaradi spevnosti, ki jo je pesnik dosegel s posebno razvrstitvijo zvočnih in kompozicijskih učinkov. Sodi med najboljše Kettejeve ljubezenske pesmi.

### Oton Župančič
Oton Župančič je hodil na sprehode na Ljubljansko polje z Matijem Jamom (slikarskim predstavnikom impresionizma), ki je pesnika uvedel v impresionistično doživljanje pokrajine. Župančičeva začetna zbirka Čaša opojnosti je najbližje impresionističnemu mišljenju, saj je polna mladostniškega zagona in vitalizma. Ena najpomembnejših pesmi v tej zbirki je Čaša opojnosti.
Ti skrivnostni moj cvet
Ti skrivnostni moj cvet, ti roža mogota,

jaz sem te iskal,

mimo tebe sem šel in pogledal sem te

in sem ves vztrepetal.

In moje srce zaslutilo je

tvojo tajno moč,

in moje srce začutilo je,

da jasni se noč.

In v moji duši vzcvetelo je

zakladov nebroj,

vse bitje mi zahrepenelo je

za teboj, za teboj,

ti skrivnostni moj cvet, ti roža mogota …

O, jaz sem bogat –

pomagaj, pomagaj mi dvigniti,

moje duše zaklad.
Pesem Ti skrivnostni moj cvet, je bila napisana 1898, prvič pa je izšla v Ljubljanskem zvonu 1899 in sicer pod naslovom Rosa mystica. Pesem ima vse značilnosti Župančičevega prvega obdobja: čustveno vznesenost, poudarjen subjektivizem, ki se naslaja nad čutno lepoto in nad bogastvom lastne duše, zlasti pa je značilen osrednji simbol rože mogote (je čarobna triglavska roža, ki ima čudodelno moč), ki meri na poezijo in ljubezen; oboje pa je predvsem lepo.

## Proza
Impresionizem se pojavi tudi v prozi, čeprav ga je veliko manj kot v liriki. Glavna impresionistična lastnost je, da opisuje dani, hipni trenutek, tega pa je težko ujeti v dolgo pripovedno prozo – roman. Pripoved si namreč jemlje veliko sklenjenega časa, zahteva pregledno razporeditev snovi in je vse prej kot izraz hipa, trenutka – značilen je predvsem impresionistični pripovedni tok.  Kljub temu je impresionističen roman prisoten.
V času impresionizma na Slovenskem se pojavijo tudi kratka pripovedna proza –  črtice kot nov žanr na prelomu stoletja, ter na primer Cankarjeve in Meškove razpoloženjske novele.

### Ivan Cankar –Nina
Tipičen slovenski predstavnik impresionistične proze je Ivan Cankar z romanom Nina. Za slednjega je značilna nejasnost, meglenost, nepreglednost, kaos. Cankar je želel ujeti trenutna čustva in misli oz. »tok zavesti«, na to pa kritiki/bralci tistega časa še niso bili pripravljeni, zato je doživel precej slab odziv. V romanu se pojavijo epski monologi (dolgi pogovori osebe same s seboj), epski čas in nedoločljiv prostor, glavne osebe določa razdrobljena zavest, ki daje občutek stiske in tesnobe.